# Accademia degli Umidi
L'Accademia degli Umidi nacque a Firenze il 1º novembre 1540 sotto la spinta di dodici letterati che si autodefinivano "popolari". Tra i fondatori vi furono nomi importanti quali Anton Francesco Grazzini, Giovanni Mazzuoli e Luigi Capponi. Più avanti, quando già da anni aveva mutato nome in Accademia fiorentina, entrò a farvi parte anche Benedetto Varchi.
Essi erano accomunati da una grande passione per le lettere e amavano il toscano parlato alla loro epoca, la lingua viva, contrapponendosi alla corrente classicistica e ai pedanti che volevano un riavvicinamento del volgare al latino, attraverso l'uso di modelli antichi. In questo senso l'Accademia degli Umidi era l'istituzione rivale della patavina Accademia degli Infiammati.

## Storia
Il primo luogo d'incontro della neonata Accademia fu la casa in via san Gallo di Giovanni Mazzuoli detto lo Stradino, un ex soldato di Giovanni delle Bande Nere. Ma quando Cosimo de' Medici cominciò a interessarsi alle attività letterarie che ivi si svolgevano, decretò che l'Accademia degli Umidi mutasse nome in Accademia fiorentina, e insieme al nome la sua struttura organizzativa. L'11 febbraio 1541 si procedette dunque alla riforma dell'istituzione, e, dopo un'iniziale esitazione, la maggior parte degli Umidi aderì alla nuova Accademia, la cui prima residenza fu in via Larga, nel palazzo di Cosimo.
Le riunioni prendevano il nome di tornatelle, mentre Dante e Petrarca erano gli autori più letti e apprezzati. Ciascuno dei membri (il più famoso dei quali fu il Grazzini) assumeva un nome in qualche modo legato all'umidità o all'acqua. Grazzini volle chiamarsi "Lasca", pesce di fiume rapido e guizzante proprio come la lingua utilizzata negli scritti di questi accademici, diretta, schietta e popolare.
Ci fu un'aspra polemica all'interno dell'Accademia quando Pier Francesco Giambullari e alcuni suoi seguaci cominciarono a sostenere che l'italiano derivasse dall'ebraico. Il Lasca, che nel 1547 fu espulso dal sodalizio (per rientrarvi vent'anni più tardi), li chiamò ironicamente Aramei e li prese di mira in alcune delle sue Rime, dove diede sfogo all'amarezza per l'esclusione da un'associazione che aveva contribuito in prima persona a creare.
Il 6 giugno 1549 una riforma interna al sodalizio previde che gli aspiranti nuovi membri avrebbero dovuto sottoporre al giudizio di un "censore" le loro ultime opere per poter entrare nell'Accademia.
Negli anni l'Accademia cambiò sede; dopo via Larga si trasferì nella sala del Papa del convento di S.Maria Novella e quindi nella sala dei Dugento a Palazzo Vecchio, e poi in via dello Studio, nell'antica sede dello Studio fiorentino.
Iacopo Rilli ha rivelato in un importante studio del 1700 alcuni dei nomi che furono adottati all'interno dell'Accademia: abbiamo, per fare qualche esempio, l'Umoroso, il Gelato, il Cigno, lo Scoglio e altri. La figura principale era quella del Console, carica che fu per lungo tempo ricoperta da Giovan Battista Gelli.
Anche Leonardo Salviati, uno dei fondatori dell'Accademia della Crusca, entrò nel sodalizio e quando nel 1566 ricoprì la carica di Console si adoperò affinché l'amico Grazzini fosse riammesso. Conformemente alla riforma del 1549 fu sottoposto a un giudizio. Il censore fu Giovan Battista Adriani e diede parere favorevole; il 6 maggio 1566 pertanto il Lasca tornava a far parte dell'Accademia fiorentina.

## Membri illustri
- Francesco de' Vieri